# Joaquim Pericas i Morros
Joaquim Pericas i Morros (Manlleu, 1868 – Barcelona, 1942) fou astrònom i sacerdot català.